# Haraldur Sigurðsson
Haraldur Sigurðsson (* 31. května 1939 Stykkishólmur) je islandský vulkanolog a geochemik.

## Život

### Vzdělání
Sigurðsson studoval geologii a geochemii ve Spojeném království, kde získal titul bakalář přírodních věd (BSc) na Queen's University v Belfastu. Následně v roce 1970 získal doktorát z Durhamské univerzity.

### Kariéra a výzkum
Sigurðsson pracoval na monitorování a výzkumu sopek v Karibiku až do roku 1974, kdy byl jmenován profesorem oceánografické katedry na Univerzitě Rhode Island. Proslavil se především svou prací, zabývající se rekonstrukcí velkých sopečných erupcí v minulosti, včetně erupce italského Vesuvu v roce 79, jež měla za následek zničení římských měst Pompeje a Herculaneum. V roce 1991 objevil na karibském Haiti tektitové skleněné kuličky na rozhraní křída–paleogén (K-T rozhraní), poskytující důkaz o dopadu asteroidu Chicxulub, který před 66 miliony let vyhubil dinosaury. Haraldur Sigurðsson roku 2004 objevil ztracené město Tambora v Indonésii. To bylo pohřbeno mocnou vrstvou pyroklastik pří obří erupci sopky Tambory z roku 1815 – prozatím poslední erupce s indexem VEI 7.
V roce 1999 publikoval odborný popis historie vulkanologie. Byl také šéfredaktorem knihy Encyclopedia of Volcanoes, vydané tentýž rok. O pět let později mu Londýnská geologická společnost udělila medaili Coke Medal.

### Publikace
- Benjamin R. Jordan; Haraldur Sigurðsson; Steven Carey. Ignimbrites in Central America and Associated Caribbean Sea Tephra: Correlation and Petrogenesis. [s.l.]: VDM Verlag Dr. Müller, 2008. 224 s. Amazon Dostupné online. ISBN 978-3-639-10831-6. (angličtina)
- Haraldur Sigurðsson; Steven Carey. Caribbean volcanoes a field guide. [s.l.]: Open Library, 1990. 107 s. Open Library Dostupné online. (angličtina)
- Haraldur Sigurðsson; W.C. Evans. Lake Nyos revisited:: a preliminary report. [s.l.]: [s.n.], 1987. 7 s.
- Haraldur Sigurðsson; Paolo Laj. Sulfur mass loading of the atmosphere from volcanic eruptions:: calibration of the ice core record on basis of sulfate aerosol deposition in polar regions from the 1982 El Chichon eruption, NASA grant NAG51304. [s.l.]: University of Rhode Island Graduate School of Oceanography, National Aeronautics and Space Administration, National Technical Information Service, 1990.
- Haraldur Sigurðsson. Melting the Earth:: the history of ideas on volcanic eruptions. [s.l.]: Oxford University Press, 1999. 260 s. Dostupné online. ISBN 0-19-510665-2. (angličtina)
- Haraldur Sigurðsson; Steven Carey. Volcanoes and the Environment:: Exploring the Earth System. [s.l.]: Academic Press, 2008. 450 s. ISBN 978-0-12-643141-4. (angličtina)